# Zygodon hirsutus
Zygodon hirsutus är en bladmossart som beskrevs av Negri 1908. Zygodon hirsutus ingår i släktet ärgmossor, och familjen Orthotrichaceae. Inga underarter finns listade i Catalogue of Life.